# Akosombo (rzeka)
Akosombo – niewielka rzeka w Ghanie, dopływ Wolty, przepływa w pobliżu miasta Akosombo, w którym zbudowano słynną zaporę. Nad rzeką Akosombo w roku 1954 firma Dorman Long zbudowała most Adomi.